# Aceite de Mallorca
Aceite de Mallorca es un aceite de oliva virgen extra con denominación de origen, elaborado en la isla de Mallorca, España, obtenido del fruto Olea europea L., de las variedades mallorquina, empeltre, arbequina y picual, por procedimientos físicos que garantizan que el aceite conserve el aroma, sabor y características del fruto del que procede. 

## Característica del olivo de Mallorca
Las características de los suelos, la orografía accidentada, las precipitaciones irregulares y la elevada edad de los olivos mallorquines determinan una reducida producción de aceituna apta para la elaboración de aceite de calidad. Por otra parte, el clima de la isla de Mallorca condiciona la época óptima de recolección de las aceitunas, que se avanza respecto de otras zonas donde se cultivan olivos. La conjunción de todos estos factores, juntamente con las variedades de aceituna presentes en Mallorca, dan lugar a aceites con características organolépticas diferenciadas, de tipo dulce si se obtienen de aceitunas en envero, cuya característica más sobresaliente es su dulzor o suavidad, siendo los atributos de amargor y picante prácticamente ausentes; o bien de tipo frutado, cuando se obtienen a partir de aceitunas verdes, en cuyo perfil sensorial aparecen marcados los atributos amargo y picante.

## Historia
El cultivo del olivo y la producción y consumo de aceite de oliva tienen una gran tradición en la isla de Mallorca. Tradicionalmente, el aceite de oliva elaborado en Mallorca ha sido reconocido y apreciado tanto por los habitantes de la isla como por los ciudadanos de las zonas con las que históricamente se han mantenido relaciones comerciales, en especial con el sur de Francia.
De acuerdo con los datos históricos fueron los fenicios y griegos quienes introdujeron el olivo en la península ibérica, y desde allí llegó a Mallorca. Las referencias históricas indican que en tiempos de la Corona de Aragón (siglo XIII) ya se exportaba aceite de Mallorca hacia el Norte de África, juntamente con otros productos agrícolas. A mediados del siglo XV, el aceite de Mallorca era un producto que se exportaba de manera regular y continuada desde la isla, especialmente desde el Puerto de Sóller. 
Fue en el siglo XVI cuando se produjo un importante avance en el cultivo y en la producción de aceite, constituyendo durante mucho tiempo la principal fuente de riqueza de muchas de las fincas de Mallorca, de las cuales un gran número poseían almazara propia. La expansión del cultivo del olivo se desarrolló especialmente en las zonas septentrionales y meridionales de la Serra de Tramuntana (norte de Mallorca). A principios del siglo XVI, los diezmos (partes sobre la cosecha) del aceite que se pagaban al rey representaban el 10% del total, cifra únicamente superada por el trigo y la cebada. 
Durante los siglos XVII, XVIII y XIX el aceite de Mallorca tuvo un papel clave para la economía de la isla, tanto por su función de ingrediente básico en la alimentación de los habitantes, como producto de trueque y exportación. El aceite de Mallorca era utilizado como moneda de cambio para pagar las importaciones de los productos de los cuales era deficitaria, como el trigo. 
La posición preeminente del aceite de oliva de Mallorca en las exportaciones se mantuvo hasta la primera mitad del siglo XIX, representado durante muchos años entre el 65 y el 80% de las exportaciones mallorquinas medidas en unidades monetarias. En la segunda mitad del siglo XIX Mallorca sigue exportando cantidades considerables de aceite de Mallorca. 
En uno de los documentos que mejor reflejan las costumbres y vida de la isla de Mallorca, Die Baleren in wort und bild geschildert (1869-1891), escrito por el Archiduque Luis Salvador de Austria durante su estancia en la isla en el siglo XIX, se elogia la calidad del aceite mallorquín virgen para usarlo en las ensaladas y en el "pa amb oli", según él, uno de los platos más preciados en la isla. 
El reconocimiento de la calidad del aceite de Mallorca a nivel exterior se pone de manifiesto a finales del siglo XIX, cuando en Cataluña se otorgó el segundo premio de un concurso de calidad de aceites a un aceite mallorquín elaborado en una almazara de Mallorca.

## Suelo y Clima
Los suelos agrícolas de Mallorca son fundamentalmente de naturaleza caliza, color pardo-rojizo claro, con textura de consistencia media a fuerte, con una importante proporción de elementos gruesos, muy pobres en materia orgánica, con un pH de tendencia alcalina y con un gran contenido en carbonato cálcico. 
Los suelos de Mallorca tienen una estructura con estratos horizontales entre los cuales se acumulan una gran cantidad de arcillas finas muy ricas que pueden ser exploradas perfectamente por el sistema radicular de los olivos y que contribuye a la obtención de aceitunas con aromas característicos y singulares. 
El clima de Mallorca es eminentemente mediterráneo, caracterizado por temperaturas templadas, inviernos suaves y veranos cálidos y secos. La temperatura media anual es de 17 °C, con una temperatura promedio mínima de 16.9 °C y máxima de 21.3 °C. Las temperaturas medias mensuales tienen valores entre 12 °C y 26 °C. Las precipitaciones son máximas en otoño (el 40% de las lluvias se producen en esta estación) y mínimas en verano, con un promedio anual de precipitaciones de 570 mm. 
Hay que destacar también el alto nivel de la humedad ambiental que impera en la isla. Para el desarrollo y, sobre todo, para el mantenimiento del cultivo del olivar la humedad es un factor muy positivo y que afecta a la calidad de la producción. Aunque las precipitaciones sean escasas en Mallorca, el alto nivel de humedad otorga a los olivos una mayor adaptación a los períodos de sequía, disminuyendo el estrés hídrico de las hojas y por tanto asegurando la continuidad del cultivo. Respecto de la formación de aceitunas, la humedad es un factor que repercute en el carácter vecero del olivo, ya que estabiliza la producción de aceitunas y su composición química. Así, la humedad es un factor que contribuye al mantenimiento de la regularidad en la composición de las aceitunas, y por consiguiente en la calidad del aceite. 
Como elementos orográficos destacables, cabe citar la Serra de Tramuntana, al norte de la isla, ya que constituye una enorme barrera de protección contra los vientos de Tramuntana, tan nocivos para la agricultura en general. En el centro de la isla se localiza el Llano de Mallorca, con algunas colinas en su parte central que no superan en ningún caso los 300 m de altura. 
La escasez y falta de continuidad de las precipitaciones, así como la conformación caliza de gran parte de los suelos de Mallorca motivan la falta de corrientes superficiales continuas de agua. Es por ello que la red hidrográfica está formada por torrentes, cuyo caudal está muy condicionado por la intensidad de las precipitaciones, razón por la cual se encuentran secos gran parte del año. 
Las plantaciones de olivos en Mallorca se encuentran en parcelas de muy diversa altitud, prácticamente desde el nivel del mar hasta los 800 m s. n. m. en las zonas de montaña. Las terrazas son construcciones que permiten los cultivos salvando dichas pendientes, así como evitan la erosión del terreno. En Mallorca, las terrazas con olivos constituyen uno de los paisajes más emblemáticos y típicos de la isla, y están presentes en la memoria colectiva como elementos que siempre han formado parte de este paraje. 
En general, la Serra de Tramuntana presenta abruptas escarpaduras impracticables sobre el mar y laderas más suaves por el sur. Las terrazas de la Serra se orientan hacia el sur y mediodía, de una parte aprovechando las pendientes y la máxima insolación y de otra evitando los vientos fríos provenientes del norte, lo que permite el cultivo del olivo de forma adecuada. 
Las plantaciones de olivos de la Serra de Tramuntana son muy irregulares, en las laderas con pendiente, formando las terrazas típicas de esta zona de Mallorca; por lo general no existen marcos de plantación, variando entre los 80 y 160 pies/ha. 
La dificultad de acceso a las plantaciones de olivo de montaña condiciona las técnicas de cultivo que pueden utilizarse en las explotaciones. La productividad es menor que en los olivos de llanura, ya que el tratamiento de plagas, el aporte de material nutritivo al árbol, la recolección, etc. se hace más dificultoso en zonas abruptas. 
El carácter poco accesible y prácticamente imposible de mecanizar de estas explotaciones hace que tradicionalmente las aceitunas se cosechen cuando se encuentran en un punto de maduración mayor que las aceitunas cosechadas en las zonas de llanura. Este hecho da lugar a un aceite de características identificadas en la Denominación de Origen como de tipo dulce, de sabor dulce y suave y con ausencia de los atributos de amargo y picante.

## Variedades
Las cuatro variedades de aceituna autorizadas para la elaboración de Aceite de Mallorca aportan características organolépticas y físico-químicas que se complementan y permiten obtener aceites diferenciados de gran calidad. Así, la aceituna mallorquina aporta al aceite suavidad, dulzor y sabor a almendra madura; la variedad arbequina dota al aceite de sabor a fruta verde, mientras que la picual aporta los atributos de picante y amargo. En cuanto a la composición lipídica del aceite, está directamente relacionada con la variedad de aceituna utilizada; así, los aceites de aceituna mallorquina y picual tendrán un contenido en ácido oleico superior a los aceites realizados a partir de la variedad arbequina; la variedad mallorquina aporta un elevado contenido en ácidos grasos insaturados, superior a los aceites de las otras variedades. 

## Características
En la denominación de origen "Aceite de Mallorca" pueden diferenciarse dos tipos de aceite en función del momento de recolección, factores que determinan características físico-químicas y organolépticas diferenciadas entre ambos tipos de aceite. 
Un primer tipo de aceite denominado frutado, se obtiene a partir de aceitunas verdes y sanas. Organolépticamente se caracteriza por un aroma que refleja esta situación y en cuyo perfil sensorial aparecen los atributos amargo y picante, así como un color amarillo-verdoso. 
El segundo tipo de aceite denominado dulce, se obtiene mayoritariamente de aceitunas en envero. Su característica más sobresaliente es su dulzor o suavidad, siendo los atributos de amargor y picante prácticamente ausentes. El color de este tipo de aceite va del amarillo paja al amarillo oro. 
La diferenciación organoléptica del aceite de Mallorca se pone de manifiesto en sus respectivos perfiles sensoriales. Así, en el análisis sensorial del aceite denominado frutado dominan los parámetros almendrado, dulce y frutado aceituna. La presencia de los parámetros picante y amargo son moderados, mientras que la astringencia es ausente. En el aceite dulce, el atributo ampliamente dominante es, evidentemente, el dulce. Los atributos picante y amargo son mínimos, mientras que los parámetros frutados (almendrado, frutado de aceituna, frutado de otras frutas, manzana verde madura) prácticamente no se aprecian.

## Sistema de Control
Los envases con los que se comercializa el aceite de oliva amparado por la Denominación de Origen van provistos de un precinto de garantía o contraetiqueta del Consejo Regulador, numerado y expedido por éste, que debe ser colocado en las propias instalaciones de envasado y de acuerdo con las normas que determine el Consejo Regulador y siempre de forma que no permite una segunda utilización. 
En las etiquetas propias de las firmas elaboradoras, que se utilicen en los aceites amparados, figura obligatoriamente y de forma destacada, el número de Registro de la Denominación de Origen, además de los datos que con carácter general se determinan en la legislación vigente. 